# 제이 앤 사일런트 밥
《제이 앤 사일런트 밥》(영어: Jay and Silent Bob Strike Back)은 2001년 개봉한 미국의 풍자 버디 코미디 영화이다. 케빈 스미스가 연출 및 각본을 맡았으며, 뷰 어스큐니버스 다섯 번째 작품에 해당한다.
2019년 속편 《제이 앤 사일런트 밥 리부트》가 개봉하였다.

## 줄거리
제이와 사일런트 밥은 미라맥스 필름스에서 자신들을 모델로 한 만화책 "블런트맨 앤드 크로닉"을 영화화하기로 했다는 걸 알게 된다. 이들은 저작권료를 받아내기 위해 미라맥스 스튜디오로 향하던 도중 동물 해방 운동 단체를 가장한 여성 강도단을 알게 된다. 이들의 속내를 까맣게 모르는 제이와 사일런트 밥이 동물들을 풀어주고 오랑우탄 한 마리를 훔치며 주의를 돌리는 사이 여자들은 다이아몬드 보관소를 턴다. 야생동물관리국 집행관 윌런홀리는 이를 테러 행위로 규정하고 뒤를 쫓는다.

## 출연
- 제이슨 뮤스 - 제이/크로닉 역
- 케빈 스미스 - 사일런트 밥/블런트맨 역
- 벤 애플렉 - 본인 / 홀든 맥닐 / 처키 설리번 / 에코 베이스 목소리 역
- 제이슨 리 - 브로디 브루스 / 뱅키 에드워즈 역
- 섀넌 엘리자베스 - 저스티스 역
- 일라이자 두슈쿠 - 시시 역
- 앨리 라터 - 크리시 역
- 제니퍼 슈월바크 스미스 - 미시 역
- 윌 페럴 - 야생동물관리국 집행관 윌런홀리 역
- 맷 데이먼 - 본인 / 윌 헌팅 역
- 브라이언 오핼러런 - 단테이 힉스 역
- 제프 앤더슨 - 랜들 그레이브스 역
- 저드 넬슨 - 보안관 역
- 조지 칼린 - 히치하이커 역
- 캐리 피셔 - 수녀 역
- 숀 윌리엄 스콧 - 브렌트 역
- 존 스튜어트 - 레지 하트너 역
- 트레이시 모건 - 펌프킨 에스코바 역
- 크리스 록 - 차카 루서 킹 역
- 제이미 케네디 - 차카의 제작 조수 역
- 마크 해밀 - 본인 / 콕노커 / 스쿠비 두 목소리 역
- 마크 블루커스 - 프레드 닮은꼴 역
- 매슈 제임스 - 섀기 로저스 닮은꼴 역
- 디드릭 베이더 - 고든 역
- 스콧 모저 - 윌럼 블랙 / "굿 윌 헌팅 2" 조감독 역
- 러네이 험프리 - 트리샤 존스 역
- 조이 로런 애덤스 - 얼리사 존스 역
- 스콧 윌리엄 윈터스 - 본인 / 점원 역
- 윌리엄 B. 데이비스 - 담배 피우는 남자 역
- 조 커사다 - 피자 배달부 역
- 얼래니스 모리셋 - 하느님 역
- 거스 밴샌트, 웨스 크레이븐, 제이슨 비그스, 제임스 밴더비크, 섀넌 도허티 - 본인 역

## 흥행
영화는 첫 주에 북아메리카에서 박스 오피스 3위로 데뷔하였으며, 1억 1천만 달러의 수입을 냈다. 총 수입은 북아메리카에서 3억 달러이며, 전세계와 북아메리카를 총합하면 3억 3천만 달러이다.

## 평가
영화는 긍정적이지도 않고 부정적이지도 않은 평가를 받았다. 로튼 토마토에서는 53%를 기록했다.